# Kirchberg (Haardt)
Der Kirchberg ist ein 344,1 m hoher Berg im Pfälzerwald (Rheinland-Pfalz). 

## Geographie

### Lage
Der Kirchberg liegt nordwestlich der pfälzischen Landstadt Deidesheim auf dessen Gemarkung, der Gipfel ist ca. 1,3 km vom Siedlungsrand entfernt. Nördlich des Kirchbergs liegt das Einstal, südlich das Sensental.

### Naturräumliche Zuordnung
Der Kirchberg ist eine Randhöhe des Mittelgebirgszugs Haardt, die zum Naturraum Pfälzerwald gehört. 
In der Hierarchie der Naturräume liegt der Kirchberg in folgender Schachtelung:
- Großregion 1. Ordnung: Schichtstufenland beiderseits des Oberrheingrabens
- Großregion 2. Ordnung: Pfälzisch-saarländisches Schichtstufenland
- Großregion 3. Ordnung: Pfälzerwald
- Region 4. Ordnung (Haupteinheit): Mittlerer Pfälzerwald
- Region 5. Ordnung: Haardt

## Bauten
Auf seiner Kuppe liegen die Überreste einer Fliehburg, Heidenlöcher genannt, und auf seinem Osthang steht die Michaelskapelle.

## Wanderwege
Über den Gipfelbereich verlaufen der Prädikatswanderweg Pfälzer Weinsteig und ein Wanderweg, der mit einem roten Punkt markiert ist, der in die nördliche Richtung bis nach Hertlingshausen verläuft. Der Themenwanderweg Pfälzer Mandelpfad sowie ein solcher, der mit einem roten Balken gekennzeichnet ist und der von Siebeldingen bis nach Neuleiningen führt, verlaufen entlang des Osthangs.